# Emoji Filmen
Emoji Filmen er en computer-animeret science fiction film fra 2017 produceret af Columbia Pictures og Sony Pictures Animation, og instrueret af Tony Leondis.

## Handling
Gen er en emoji, der bor i Textopolis, en digital by inde i telefonen til hans bruger Alex. Han er søn af to meh-emojier ved navn Tom og Tina og er i stand til at give flere udtryk til trods for sine forældres opdragelse. Hans forældre tøver med, at han går på arbejde, men Gene insisterer, så han kan føle sig nyttig. Efter at have modtaget en tekst fra sin knuste Addie, beslutter Alex at sende hende en emoji. Når Gen er valgt, får han panik, giver et panikudtryk og ødelægger tekstcentret. Gen kaldes ind af Smiler, en smiley-emoji og leder af tekstcentret, der konkluderer, at gen er en "fejlfunktion" og derfor skal slettes. Gen er jaget af bots, men reddes af Hi-5, en engang populær emoji, der siden har mistet sin berømmelse på grund af manglende brug. Han fortæller Gene, at han kan blive fikset, hvis de finder en hacker, og Hi-5 ledsager ham, så han kan genvinde sin berømmelse.
Smiley sender flere bots for at kigge efter Gene, når hun finder ud af, at han har forladt Textopolis, da hans handlinger har fået Alex til at tro, at hans telefon skal rettes. Gen og Hi-5 kommer til en piratkopiering-app, hvor de møder en hacker-emoji ved navn Jailbreak, der ønsker at nå Dropbox, så hun kan leve i skyen. Trioen er angrebet af Smiler's bots, men formår at flygte ind i spillet Candy Crush. Jailbreak afslører, at gen kan rettes i skyen, og gruppen går ud i appen Just Dance. Mens der er, afsløres Jailbreak for at være en prinsesse-emoji, der flygtede hjem efter at have været træt af at være stereotype. De bliver igen angrebet af bots, og deres handlinger får Alex til at slette Just Dance-appen. Gen og Jailbreak undslipper, men Hi-5 tages sammen med appen og ender i skraldespanden.
Tom og Tina søger efter Gen og har et meget sløvt argument. De udgør sig i Instagram-appen, når Tom afslører, at også han er en funktionsfejl, der forklarer Genes opførsel. Mens hun rejser gennem Spotify, indrømmer Jailbreak, at hun kan lide Gene lige som han er, og at han ikke skal skamme sig over hans funktionssvigt. De to begynder at blive forelsket, og Gene diskuterer lydløst sit valg om at ændre sig selv. De kommer til affaldet og redder Hi-5, men bliver snart angrebet af en bot opgraderet med ulovlig malware. De undgår den ved at sammenfiltrere dens arme og gå ind i Dropbox, hvor de støder på en firewall. Efter mange forsøg kommer banden forbi det med en adgangskode, der er Addies navn, og gør det til skyen, hvor Jailbreak forbereder sig til at omprogrammere Gen. Gene indrømmer hans følelser for Jailbreak, men hun ønsker at holde sig til hendes plan om at vove sig ind i skyen, hvilket utilsigtet får Gene til at vende tilbage til sin apatiske programmering ud af hjertesorg. Pludselig smyger den opgraderede bot ind i skyen og fanger Gen, hvilket får Hi-5 og Jailbreak til at gå efter ham med en Twitter-fugl, der er kaldt af Jailbreak i sin prinsesseform.
Mens Smiley forbereder sig på at slette Gen, ankommer Tom og Tina. Tom afslører for alle, at han også er en funktionsfejl og får Smiley til at true med at slette ham også. Jailbreak og Hi-5 ankommer og deaktiverer boten, der falder på toppen af Smiler. Alex har siden ført sin telefon til en butik i håb om, at en nulstilling af fabrikken, der udføres af teknisk support, ville gendanne sin telefons funktionalitet, hvilket ville medføre total ødelæggelse af Genes verden, hvis en sådan operation afsluttes. Ud af desperation forbereder Gene sig til at have sms'et til Addie, hvor han skaber adskillige ansigter for at udtrykke sig. Når han er klar over, at Addie modtog en tekst fra ham, annullerer Alex nulstillingen af fabrikken, ligesom den næsten er færdig, gemmer emojiene og endelig får tale med Addie, der kan lide de emoji, Alex sendte. Gen accepterer sig selv for den han er og fejres af alle emojierne.
I en midtkreditsscene er Smiley blevet henvist til "taberloungen" med de andre ubrugte og glemte emojier for sine forbrydelser, iført adskillige seler på grund af, at hendes tænder blev knækket af boten, og har spillet og mistet et spil Go Fish .

## Medvirkende
| Karakter         | Engelsk stemme     | Dansk stemme              |
| ---------------- | ------------------ | ------------------------- |
| Gene             | T.J. Miller        | Ruben Søltoft             |
| Hi-5             | James Corden       | Esben Dalgaard Andersen   |
| Jailbreak        | Anna Faris         | Cecilie Stenspil          |
| Tina Tja         | Jennifer Coolidge  | Birthe Neumann            |
| Tom Tja          | Steven Wright      | Niels Olsen               |
| Pølle            | Patrick Stewart    | Paul Hüttel               |
| Smiley           | Maya Rudolph       | Ditte Hansen              |
| Alex             | Jake T. Austin     | Oliver Berg               |
| Pølle Jr.        | Jude Kouyate       | Luca Reichardt Ben Coker  |
| Travis jr.       |                    | Albert Dyrlund            |
| Spam             |                    | Ann Lind Larsen           |
| Akiko Glitter    | Christina Aguilera | Lene Nystrøm              |
| Addie            |                    | Nanna Finding Koppel      |
| Addies ven       |                    | Karla Rosendahl Rasmussen |
| Ram-tekniker     |                    | Joel Hyrland              |
| Ram-teknikerchef |                    | Hadi Ka-Koush             |
| Griner           |                    | Johan Albrechtsen         |
| Pizza            |                    | Gorm Wisweh               |
| Flamenca         | Sofia Vergara      | Stephania Potalivo        |